# Arsace III d'Arménie
Pour les articles homonymes, voir Arsace.
Arsace, Aršak, Archak ou Arshak III d’Arménie (en arménien Արշակ Գ) est un roi d’Arménie de la dynastie des Arsacides, ayant régné de 384 à 390.

## Biographie
Aršak est le fils aîné du roi Pap d'Arménie et de la reine Zarmandoukht.
Le régent Manouel Mamikonian, qui est le véritable maître de l’Arménie depuis la destitution du roi Varazdat en 378, décide avec l’accord de la cour de Perse de rendre le trône aux fils du roi Pap d'Arménie qu’il protège avec leur mère la reine douairière Zarmandoukht, pour le compte de laquelle il gouverne. Cette décision s'explique cependant par le retrait des troupes romaines d'Arménie, envoyées par Valens combattre les Goths en Occident la même année, et qui rend inévitable la soumission à la Perse.
Manouel Mamikonian élève au trône l’aîné, Aršak, et nomme son frère cadet, Valarchak, roi associé. Le nouveau roi Aršak III qui, a préalablement épousé Vardandoukht Mamikonian, la fille du régent, règne sur la partie orientale de l’Arménie.
Les disparations quasi simultanées de son frère Valarchak et du régent Manouel Mamikonian en 386 incitent le roi Aršak III à vouloir réunir l’ensemble du royaume sous son autorité. Il est immédiatement abandonné par une partie des nakharark qui se tournent vers le roi Shapur III de Perse. Ce dernier choisit alors un jeune prince arsacide qu’il fait investir comme roi sous le nom de Khosrov IV dans la partie orientale du pays (province d’Ayrarat), pendant qu’Aršak III est obligé de se réfugier dans les provinces de l’ouest sous la protection de l’Empire romain (387).
Vers 390, au commencement du règne du nouveau Chah sassanide, Vahram IV de Perse, un traité de partage de l’Arménie est conclu avec Rome. L’empereur Théodose Ier accepte que la frontière des deux empires soit fixée à l’est d’Erzurum et de Martyropolis (Maiyâfâriqîn). Cette ligne de partage ne laisse sous l’obédience byzantine  que les provinces les plus occidentales du royaume, à savoir la Derzène, la Keltzène, l’Acilisène avec la capitale Erzindjan, la Khorzène, la Daranalis, la Bélatitène, l’Asthianène, la Sophène et la Sophanène. Le reste du royaume, soit les 4/5 du territoire arménien, constitue la future Persarménie.
Aršak III, sans le soutien de Rome, tente de s’opposer à Khosrov IV mais il est vaincu dans un combat et disparaît peu après. La partie d’Arménie qu’il contrôlait encore est annexée à l’Empire romain. En réalité, les nakharark de ses provinces ne tardèrent pas à se rallier à Khosrov IV.